# Баки Барнс
Баки Барнс је фиктивни суперхерој који се појављује у стриповима које издаје Марвел. Био је помагач Капетану Америци. Погинуо је у експлозији, али је оживљен, и постао је убица познат као Зимски Војник. Касније је постао Капетан Америка када се веровало да је Стив Роџерс мртав.

## Историја
Први пут се појавио у стрипу „Стрип о Капетану Америци #1” 1941. године. Помагао је Капетану Америци. Погинуо је за време Другог светског рата, и један је од малобројних хероја који веома дуго нису оживљени. О томе сведочи реченица Нико не остаје мртав, осим Бакија, Џејсона Тода, и Ујка Бена.
Године 2005. се испоставило да Баки није погинуо. Постао је немилосрдни убица који је радио за Совјетски Савез.

## Биографија измишљеног лика
Џејмс Бјукенан Барнс је рођен 1925. године у Индијани. Био је сироче, и одрастао је у војном логору у којем му је отац погинуо. Тамо се спријатељио са Стивом Роџерсом, и убрзо постао његов помоћник. Заједно су се борили против Црвене Лобање и Нациста у Другом светском рату. Барнс је погинуо покушавајући да заједно са Роџерсом спречи експлозију беспилотне летелице.
Том приликом, Стив Роџерс је упао у ледену воду где је остао замрзнут неколико деценија, док га Осветници нису пронашли.
Године 2005. сазнајемо да Баки није погинуо у експлозији на беспилотној летелици. Његово готово нетакнуто тело (с изузетком одсечене леве руке) пронашао је и однео у Москву генерал Василиј Карпов. Барнс је тамо оживљен, и на место недостајуће руке му је стављена роботска протеза са надљудском снагом. Као последицу оштећења мозга од експлозије, добио је амнезију. Постао је убица за Совјетски Савез под именом Зимски Војник. У то време је био у краткотрајној вези са Црном Удовицом.
Временом је постао изузетно немилосрдан и ефикасан приликом убијања људи. Једном приликом је заробио Шерон Картер, која је, након што је побегла, испричала Стиву Роџерсу да Зимски Војник личи на Бакија. Након тога Капетан Америка проналази Зимског Војника, и после разговора с њим, Барнсу се враћају сећања на његов претходни живот.
Након „смрти” Стива Роџерса, Барнс је преузео његов вибранијумски штит и постао нови Капетан Америка. Недуго потом, Барнсу је суђено за злочине које је починио као Зимски Војник, и, упркос томе што је ослобођен кривице, суд је сматрао да он не треба да буде Капетан Америка.
После повратка Стива Роџерса, који је опет преузео улогу Капетана Америке, Барнс је почео да ради за Ш. Т. И. Т. опет под именом Зимски Војник.

## Способности
Барнс је од Стива Роџерса научио многе борилачке вештине и употребу разног оружја, пиштоља, ножева, бомби и сл.
Након што је постао Зимски Војник, даље је усавршавао своје способности. Постао је једнак свом ментору, Роџерсу.
Говори течно многе језике, укључујући и Енглески, Шпански, Португалски, Немачки, Руски, Латински и Јапански. Разуме Фарнцуски.
Лева рука Зимског Војника је роботска протеза од метала која има надљудску снагу.
Као Капетан Америка има неуништиви штит од вибранијума и униформу Капетана Америке отпорну на ударце. Носи оружје (ножеви, пиштољи...).

## У другим медијима

### Серије
- Баки Барнс се појављује у Марвеловим суперхеројима, и глас му је позајмио Карл Банас.
- Баки Барнс се појављује у серији Осветници: најмоћнији хероји Земље и глас му је позајмио Скот Менвил.
- Баки Барнс се појављује у серији Фалкон и Зимски војник, где га глуми Себастијан Стен.
- Баки Барнс се појављује у серији Шта ако...? и глас му је позајмио Себастијан Стен.

### Филмови
- Себастијан Стен глуми Бакија Барнса у Марвеловом филмском универзуму.